# Jezioro Krzywe (gmina Płaska)
Jezioro Krzywe – jezioro w gminie Płaska, w powiecie augustowskim, w woj. podlaskim.
Jezioro Krzywe leży na Równinie Augustowskiej w Puszczy Augustowskiej. Jezioro ma kształt wydłużony z północnego zachodu na południowy wschód. Brzegi są regularne, w większości porośnięte lasem. Północny brzeg jest zabagniony, południowy - wysoki i suchy. Jezioro objęte jest strefą ciszy.
Jezioro położone jest na szlaku Kanału Augustowskiego. Na zachodzie łączy się poprzez dwukomorową śluzę Paniewo i sztuczny przekop z jeziorem Paniewo. Na wschodzie połączone jest przez sztuczny przekop i śluzę Perkuć z jeziorem Mikaszewo oraz poprzez ciek wodny z jeziorem Kruglak. Najbliższa miejscowość – wieś Płaska – leży ok. 1,5 km na północny zachód od Krzywego.
Na cieku wodnym łączącym jeziora Krzywe i Kruglak przerzucony jest mostek, przy którym kręcone były sceny serialu Czarne chmury, widoczny w czołówce serialu.